# Barzkowice
Barzkowice (niem. Barskewitz) – osada w Polsce, położona w województwie zachodniopomorskim, w powiecie stargardzkim, w gminie Stargard, nad rzeką Pęzinką.
W latach 1975–1998 osada administracyjnie należała do województwa szczecińskiego.

## Integralne części osady
| SIMC    | Nazwa   | Rodzaj  |
| ------- | ------- | ------- |
| 0783290 | Golinka | kolonia |
| 0783309 | Luboń   | kolonia |

## Historia
Pierwsza wzmianka o miejscowości pochodzi z 1336 roku. Pierwotnie było to lenno rodziny Guntersbergów z ziemi wapnickiej, z którą hołdował na zamku w Barzkowicach rycerz Henning de Pansin. W 1474 roku Peter von Glasenapp wymienił z zakonem joannitów wieś, z zamkiem i młynem, na inne dobra. W 1493 roku Henryk Borcke odkupił od zakonu miejscowość (wraz z Pęzinem, Goliną, Brudzewicami) za 700 grzywien. W 1591 roku właścicielką majątku była Maria von Rahmel. W 1628 roku właścicielem był Matzke Borcke, a majątek obejmował 20 łanów, karczmę oraz kuźnię. Przez pewien czas majątek był w rękach rodziny von Borcków jako lenno joannitów. W 1731 przedstawiciele rodu pozostawili go Annie Elżbiecie Cantenius, żonie marszałka dworu pułkownika Petera Izaaka von Forcadego. W 1765 roku po śmierci Anny Barzkowice zostały własnością rodziny von Forcadów. W 1775 roku majątek został przepisany na drugą żonę Petera, Katarzynę von Eickstedt. Po jej śmierci przeszedł w posiadanie kapitana joannity Fryderyka Wilhelma Zygmunta von Ascherslebena. W 1804 roku właścicielem był kanonik Fryderyk von Itzenplitz, a następnie jego syn – Piotr Ludwig Fryderyk. Następnymi właścicielami byli siostra Piotra, hrabina Augusta Zofia i jej mąż August Fryderyk von Meding. W 1910 roku wieś zamieszkiwało 245 mieszkańców. Właścicielem był Wolfgang Gans Edler, pan na Putlitz i administrator Waacku. W 1939 roku majątkiem zarządzał jego syn, baron Waldemar Edler. Wieś wraz z pobliską Goliną była zamieszkiwana przez 361 mieszkańców, a majątek obejmował 1 040 ha oraz gorzelnię. Po 1945 roku utworzono w Barzkowicach PGR w kolejnych latach przekształcane w:
- 1956 roku RRZD - Rolniczy Rejonowy Zakład Doświadczalny
- 1976 roku WOPR - Wojewódzki Ośrodek Postępu Rolniczego.
- 1991 roku WODR - Wojewódzki Ośrodek Doradztwa Rolniczego
- 2005 roku ZODR - Zachodniopomorski Ośrodek Doradztwa Rolniczego

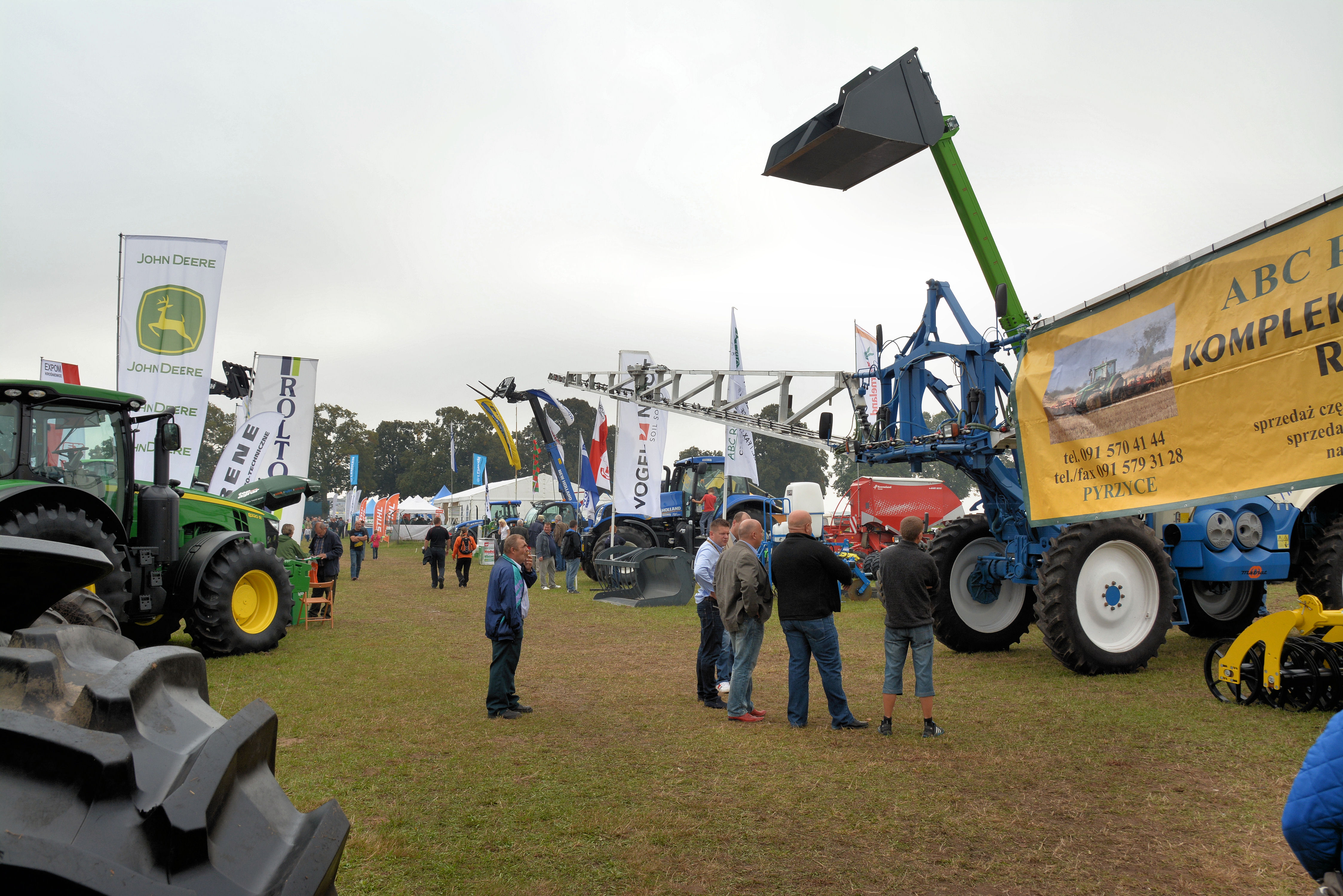
Targi Rolne "AGRO-POMERANIA"

Co roku we wrześniu odbywają się Targi Rolne "AGRO-POMERANIA" impreza należy do największych tego typu w kraju. W 2013 w przeciągu trzech dni imprezę odwiedziło przeszło 130 tys. osób, a liczba wystawiających się firm i instytucji przekroczyła 900.Dla wielu renomowanych firm nasze Targi stały się okazją do zaprezentowania nowoczesnych maszyn, urządzeń i środków do produkcji rolnej. Jednocześnie odbywają się tu pokazy pracy sprzętu rolniczego. Imprezie towarzyszy między innymi wystawa bydła, koni, drobnego inwentarza, pokazy pracy maszyn oraz inne liczne atrakcje. Stałym elementem Targów są Wojewódzkie Dożynki w czasie których odbywa się prezentacja wieńców dożynkowych. Udział w imprezie to szansa na nawiązanie kontaktów handlowych, wymianę doświadczeń, a także przyjemne spędzenie wolnego czasu. 
W miejscowości znajduje się przystanek kolejowy Barzkowice.
W Barzkowicach istnieje występujący w A klasie klub piłkarski WODR Barzkowice. Największym sukcesem klubu są występy w IV lidze.

## Warto zobaczyć

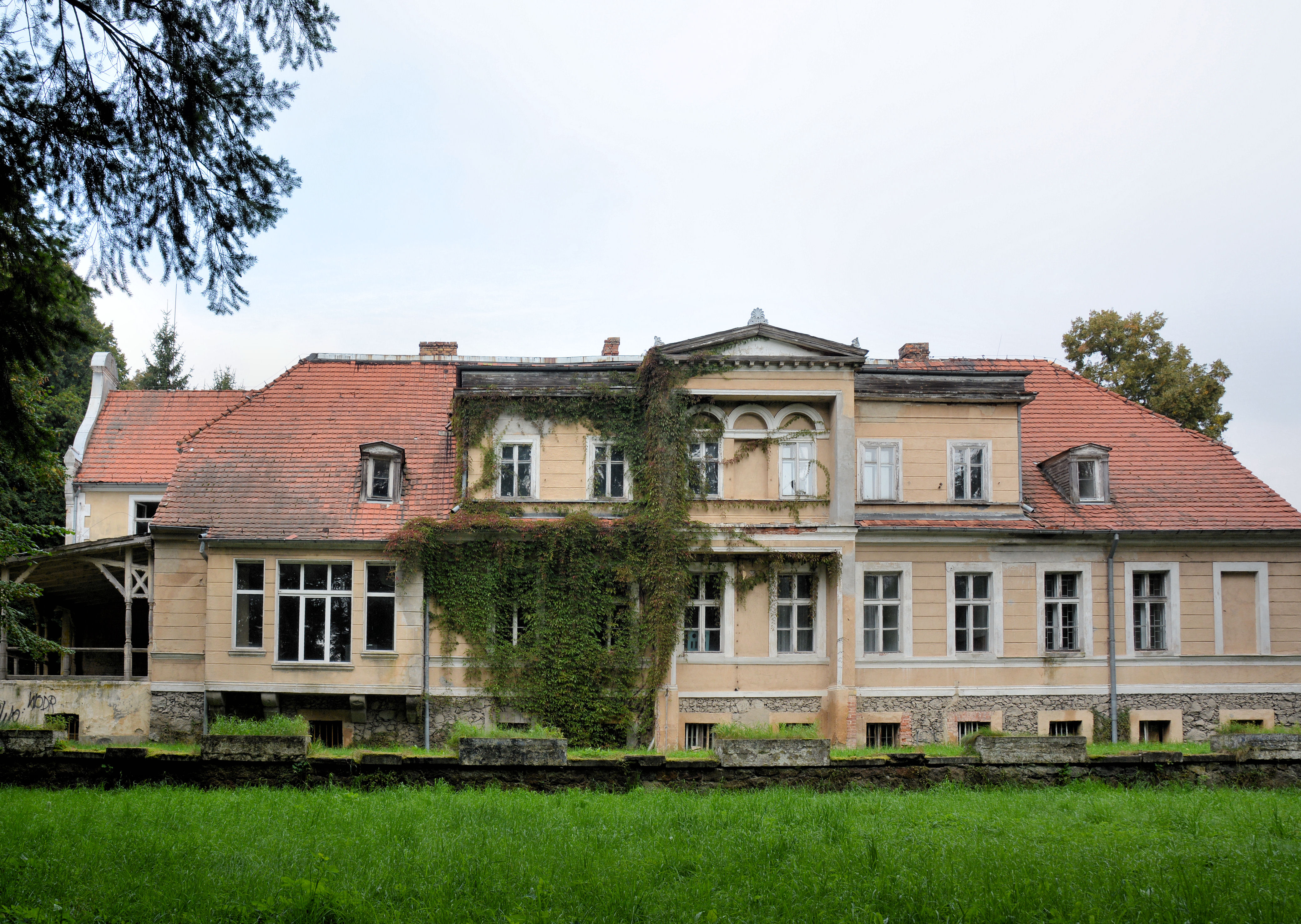
Pałac w Barzkowicach

- pałac XIX-wieczny, rozbudowany w 1911 r. nr rej.: 872 z 21.06.1979, eklektyczny z wyposażeniem architektonicznym o motywach klasycystycznych i neorenesansowych. Usytuowany w płd-wsch. narożniku dziedzińca folwarcznego. Jest to budynek zbudowany na planie prostokąta, na kamiennym cokole, z głębokim ryzalitem, dachem naczółkowym i boniowaną elewacją. W 1911 roku dobudowano piętro i werandę oraz przebudowano wnętrza, dodając klatkę schodową oraz salon. W sąsiedztwie znajdują się zachowane zabudowania folwarczne oraz park dworski (nr rej.: A-34 z 14.04.2000) o powierzchni 7,6 ha, z rzeką Pęzinką w centrum, stawami, stalowym ogrodzeniem oraz okazami starodrzewu złożonego m.in. z jodły jednobarwnej, ajlanta gruczołkowatego, dębu białego, dębu błotnego, dębu szypułkowego oraz tulipanowca amerykańskiego. Obiekt dostępny z zewnątrz.
- neogotycki kościół pw. św. Piotra i Pawła, wzniesiony w 1868 roku[10], nr rej.: A-1202 z 7.10.2013

- Pomniki przyrody z XVI
  - aleja lipowa (przy drodze do stacji kolejowej)

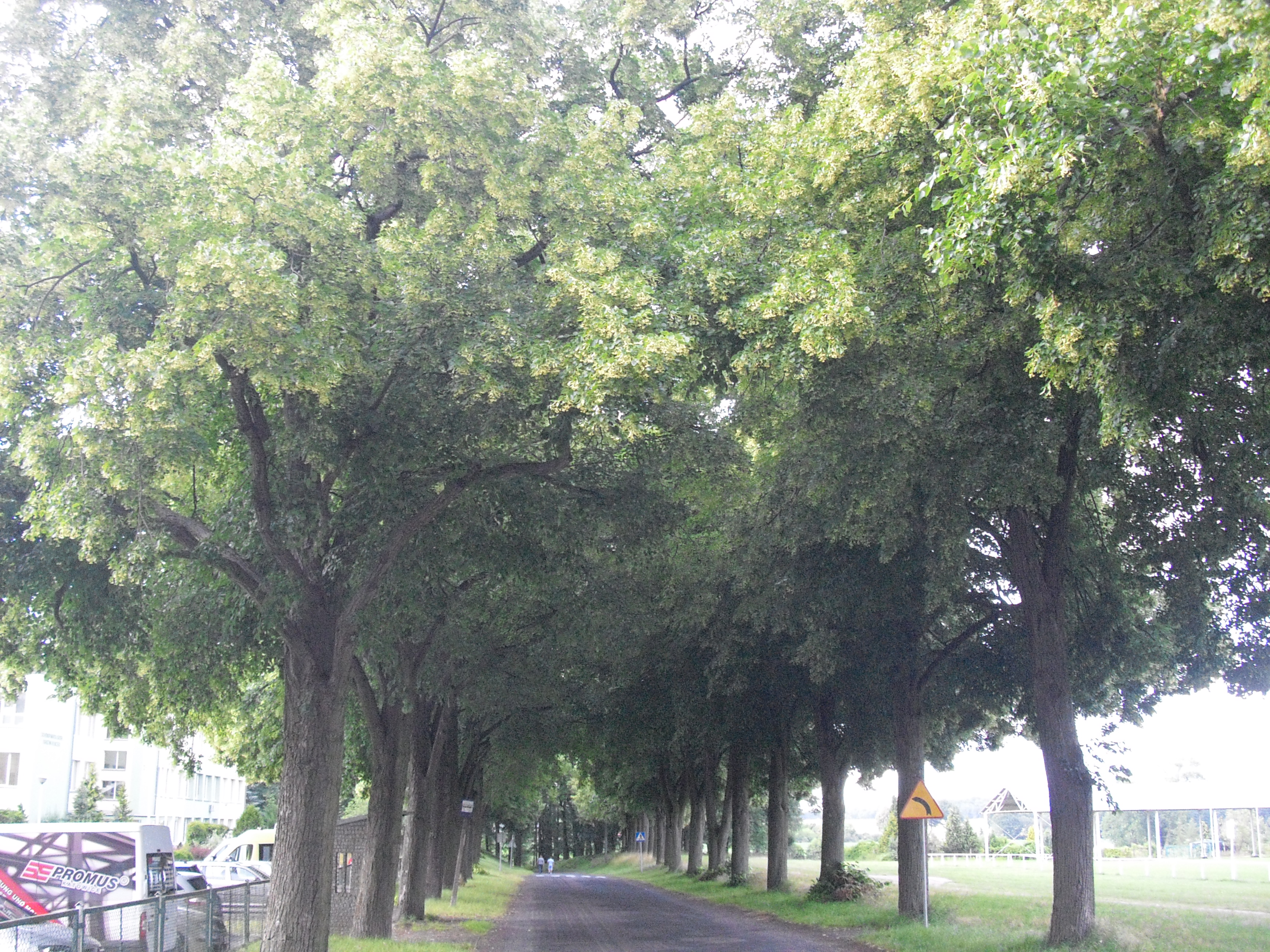
Aleja lipowa, pomnik przyrody